# エル・シグロ・デ・トレオン
『エル・シグロ・デ・トレオン』（El Siglo de Torreón）は、メキシコ北部コマルカ・ラグネラ地域 (ラグナ地域) において最も重要な日刊新聞で、1922年にコアウイラ州トレオンで、ホアキン・モレノ (Joaquín Moreno) の指導の下、アントニオ・デ・フアンベルス・イ・ブラチョ (Antonio de Juambelz y Bracho) によって創刊された。

## 歴史
1921年、アントニオ・デ・フアンベルス・イ・ブラチョは、アーヌルフォ・ゴンサレス大将 (Gral. Arnulfo González) の州知事選挙への立候補を推進していたコアウイラ州の州都サルティーヨの新聞で、編集にたずさわっていたが、いざ知事が当選する、この新聞は無くなってしまった。新聞事業について、既に広く経験をもっていたアントニオ・デ・フアンベルスは、ホアキン・モレノによって、トレオンで『Defensor de la Comunidad』（「コミュニティの擁護者」の意）と題する地方紙を創刊する計画に招かれた。
この新聞社の最初の輪転印刷機は、ドゥランゴ州の州知事からモレノに寄贈されたものであり、アントニオ・デ・フアンベルスが副支配人となったこの新しい新聞社の社長はモレノであった。
『エル・シグロ』の創刊号は、経営資源も「ものが分かっている」人材も乏しい中で刊行された。1922年9月22日には、翌日付けで創刊号を印刷する準備をしていたが、機械の故障でこれは実現されず、ようやく9月28日になって、街頭で『エル・シグロ』を売る声が聞こえるようになった。
1925年、ホアキン・モレノは健康を害して経営から退かざるを得なくなり、代わって、メキシコ全国に配布されているメキシコシティの新聞『エクセルシオール』(Excélsior) で働いた経験があるホセ・E・カンポス (José E. Campos) が経営にあたることになった。カンポスは『エル・シグロ』の様々な面を改革し、同紙はより現代的なものになったが、彼は田舎で成長の見込めない新聞の経営を続けることになじめず、首都メキシコシティに戻ってしまった。こうして、アントニオ・デ・フアンベルスが、事業の全権を掌握することになった。

## 襲撃事件
2009年8月18日未明に、『エル・シグロ・デ・トレオン』の社屋に向かって銃が乱射され、玄関のドアなどが破壊された。米州新聞協会 (Inter American Press Association) は、同日中にこの襲撃を避難する声明を出した。この襲撃の犯人は捕まっていない（2011年11月現在）。
2011年11月15日、再び襲撃が起こり、3人以上の犯人がAK-47で銃撃し、建物の外壁などが破壊され、近くにあった車1台が炎上した。国際ペンクラブは11月17日付で、本件を含むメキシコにおける言論人、言論機関への暴力についてメキシコ大統領フェリペ・カルデロンらに宛てたアピールを発表した。

## おもなコラムニスト
- Miguel Ángel Granados Chapa
- Jesús Silva-Herzog Márquez
- Armando Fuentes Aguirre
- Francisco José Amparán.